# Чејс (Канзас)
Чејс (енгл. Chase) град је у америчкој савезној држави Канзас.

## Демографија
По попису из 2010. године број становника је 477, што је 13 (-2,7%) становника мање него 2000. године.
| Група             | 2000.       | 2010.       |
| Белци             | 447 (91,2%) | 419 (87,8%) |
| Афроамериканци    | 0 (0,0%)    | 2 (0,4%)    |
| Азијати           | 0 (0,0%)    | 3 (0,6%)    |
| Хиспаноамериканци | 33 (6,7%)   | 37 (7,8%)   |
| Укупно            | 490         | 477         |